# Rangers Football Club 2020-2021
Questa voce raccoglie le informazioni riguardanti il Rangers Football Club nelle competizioni ufficiali della stagione 2020-2021.

## Stagione
In Scottish Premiership i Rangers si classificano al primo posto (102 punti) e vincono per la 55ª volta il campionato, qualificandosi così in UEFA Champions League. In Scottish Cup sono eliminati ai quarti di finale dal St. Johnstone (1-1, 2-4 d.c.r). In Scottish League Cup sono eliminati ai quarti di finale dal St. Mirren (2-3). In Europa League raggiungono la fase a gironi, dopo aver eliminato i gibilterrini del Lincoln Red Imps nel secondo turno preliminare (0-5), gli olandesi del Willem II nel terzo turno preliminare (0-4) e i turchi del Galatasaray nel turno di spareggi (2-1). Inseriti nel gruppo D con Benfica, Standard Liegi e Lech Poznań, si classificano al primo posto con 14 punti e accedono alla fase finale, dove superano i sedicesimi di finale contro l'Anversa (9-5 complessivo), poi vengono eliminati agli ottavi dallo Slavia Praga (1-3 complessivo).

## Maglie e sponsor
| Casa | Trasferta | Terza divisa |

## Rosa
| N. |                             | Ruolo | Calciatore                 |
| -- | --------------------------- | ----- | -------------------------- |
| 1  | Scozia (bandiera)           | P     | Allan McGregor             |
| 2  | Inghilterra (bandiera)      | D     | James Tavernier (capitano) |
| 3  | Inghilterra (bandiera)      | D     | Calvin Bassey              |
| 4  | Inghilterra (bandiera)      | D     | George Edmundson           |
| 4  | Inghilterra (bandiera)      | D     | Jack Simpson               |
| 5  | Svezia (bandiera)           | D     | Filip Helander             |
| 6  | Inghilterra (bandiera)      | D     | Connor Goldson             |
| 7  | Romania (bandiera)          | C     | Ianis Hagi                 |
| 8  | Scozia (bandiera)           | C     | Ryan Jack                  |
| 9  | Inghilterra (bandiera)      | A     | Jermain Defoe              |
| 10 | Irlanda del Nord (bandiera) | C     | Steven Davis               |
| 11 | Svizzera (bandiera)         | A     | Cedric Itten               |
| 13 | Inghilterra (bandiera)      | P     | Andy Firth                 |
| 14 | Inghilterra (bandiera)      | A     | Ryan Kent                  |
| 15 | Sudafrica (bandiera)        | C     | Bongani Zungu              |
| 16 | Scozia (bandiera)           | D     | Nathan Patterson           |
| 17 | Nigeria (bandiera)          | C     | Joe Aribo                  |

| N. |                             | Ruolo | Calciatore      |
| -- | --------------------------- | ----- | --------------- |
| 18 | Finlandia (bandiera)        | C     | Glen Kamara     |
| 19 | Croazia (bandiera)          | D     | Nikola Katić    |
| 20 | Colombia (bandiera)         | A     | Alfredo Morelos |
| 21 | Inghilterra (bandiera)      | A     | Brandon Barker  |
| 22 | Irlanda del Nord (bandiera) | C     | Jordan Jones    |
| 23 | Scozia (bandiera)           | A     | Scott Wright    |
| 24 | Scozia (bandiera)           | A     | Greg Stewart    |
| 25 | Giamaica (bandiera)         | A     | Kemar Roofe     |
| 26 | Nigeria (bandiera)          | C     | Leon Balogun    |
| 31 | Croazia (bandiera)          | D     | Borna Barišić   |
| 33 | Scozia (bandiera)           | P     | Jon McLaughlin  |
| 36 | Scozia (bandiera)           | C     | Jamie Barjonas  |
| 37 | Canada (bandiera)           | C     | Scott Arfield   |
| 40 | Scozia (bandiera)           | C     | Glenn Middleton |
| 55 | Scozia (bandiera)           | C     | Ciaran Dickson  |
| 61 | Scozia (bandiera)           | D     | Leon King       |

## Calciomercato

### Sessione estiva
| Acquisti | Acquisti       | Acquisti       | Acquisti               |
| R.       | Nome           | da             | Modalità               |
| -------- | -------------- | -------------- | ---------------------- |
| C        | Ianis Hagi     | Genk           | definitivo (3,5 mln €) |
| D        | Calvin Bassey  | Leicester City | definitivo (0 mln €)   |
| P        | Jon McLaughlin | Sunderland     | definitivo (0 mln €)   |
| A        | Jermain Defoe  | Bournemouth    | definitivo (0 mln €)   |
| D        | Leon Balogun   | Wigan          | definitivo (0 mln €)   |
| A        | Kemar Roofe    | Anderlecht     | definitivo (5 mln €)   |
| A        | Cedric Itten   | San Gallo      | definitivo (3 mln €)   |
| C        | Bongani Zungu  | Amiens         | prestito               |

| Cessioni | Cessioni        | Cessioni        | Cessioni               |
| R.       | Nome            | a               | Modalità               |
| -------- | --------------- | --------------- | ---------------------- |
| C        | Jason Holt      |                 | svincolato             |
| P        | Jak Alnwick     |                 | svincolato             |
| C        | Jordan Rossiter |                 | svincolato             |
| C        | Andy Halliday   |                 | svincolato             |
| P        | Wes Foderingham |                 | svincolato             |
| D        | Jon Flanagan    |                 | svincolato             |
| C        | Sheyi Ojo       | Liverpool       | fine prestito          |
| A        | Florian Kamberi | Hibernian       | fine prestito          |
| C        | Jake Hastie     | Motherwell      | prestito               |
| D        | Matt Polster    | N.E. Revolution | definitivo (475.000 €) |
| C        | Ross McCrorie   | Aberdeen        | prestito               |
| C        | Greg Docherty   | Hull City       | definitivo (400.000 €) |
| A        | Jamie Murphy    | Hibernian       | prestito               |

### Sessione invernale
| Acquisti | Acquisti     | Acquisti    | Acquisti   |
| R.       | Nome         | da          | Modalità   |
| -------- | ------------ | ----------- | ---------- |
| D        | Jack Simpson | Bournemouth | definitivo |
| C        | Scott Wright | Aberdeen    | definitivo |

| Cessioni | Cessioni         | Cessioni      | Cessioni               |
| R.       | Nome             | a             | Modalità               |
| -------- | ---------------- | ------------- | ---------------------- |
| C        | Glenn Middleton  | St. Johnstone | prestito               |
| C        | Jordan Jones     | Sunderland    | prestito               |
| C        | Brandon Barker   | Oxford Utd    | prestito               |
| D        | George Edmundson | Derby County  | prestito               |
| C        | Ross McCrorie    | Aberdeen      | definitivo (225.000 €) |
| C        | Jamie Barjonas   | Ayr Utd       | prestito               |

## Risultati

### Scottish Premiership

#### Stagione regolare
| Arbitro: | Bobby Madden |

|  |           |          |
|  | Marcatori | 21’ Kent |

| Arbitro: | Andrew Dallas |

|                                      |           |  |
| McCarthy 23’ (aut.) Morelos 69’, 74’ | Marcatori |  |

| Arbitro: | Euan Anderson |

|                                  |           |  |
| Barišić 21’ Kent 45+2’ Aribo 49’ | Marcatori |  |

| Livingston 16 agosto 2020, ore 16:30 4ª giornata | Livingston | 0 – 0 referto | Rangers | Almondvale Stadium\| Arbitro: \| Nick Walsh \| |
| Arbitro:                                         | Nick Walsh |               |         |                                                |

| Arbitro: | Kevin Clancy |

|                    |           |  |
| Roofe 50’ Kent 77’ | Marcatori |  |

| Arbitro: | William Collum |

|  |           |                        |
|  | Marcatori | 15’ Hagi 20’ Tavernier |

| Arbitro: | Kevin Clancy |

|                                              |           |  |
| Kent 13’ Tavernier 39’ Roofe 68’ Arfield 87’ | Marcatori |  |

| Arbitro: | Don Robertson |

|                       |           |                           |
| Wright 22’ Doidge 71’ | Marcatori | 45+1’ Morelos 57’ Arfield |

| Arbitro: | Bobby Madden |

|                      |           |                                                           |
| Edmundson 87’ (aut.) | Marcatori | 12’ (rig.), 37’ (rig.) Tavernier 28’ Jones 75’, 80’ Itten |

| Arbitro: | Greg Aitken |

|                                 |           |  |
| Tavernier 17’ (rig.) Barker 88’ | Marcatori |  |

| Arbitro: | John Beaton |

|  |           |                 |
|  | Marcatori | 9’, 54’ Goldson |

| Arbitro: | Nick Walsh |

|                    |           |  |
| Aribo 9’ Defoe 16’ | Marcatori |  |

| Arbitro: | Andrew Dallas |

|  |           |                      |
|  | Marcatori | 19’ (rig.) Tavernier |

| Arbitro: | Steven McLean |

|                                                                                |           |  |
| Arfield 16’ Roofe 18’, 54’ Aribo 19’, 36’ Barker 62’ Tavernier 65’ (rig.), 69’ | Marcatori |  |

| Arbitro: | Nick Walsh |

|                                                     |           |  |
| Kent 15’ Roofe 29’ Arfield 49’ Tavernier 53’ (rig.) | Marcatori |  |

| Arbitro: | John Beaton |

|  |           |                                                     |
|  | Marcatori | 28’ Roofe 56’ Tavernier 72’ (aut.) Morris 90’ Defoe |

| Arbitro: | Steven McLean |

|           |           |                           |
| Smith 33’ | Marcatori | 26’ Tavernier 44’ Goldson |

| Arbitro: | Don Robertson |

|                            |           |         |
| Roofe 73’, 90+4’ Itten 82’ | Marcatori | 6’ Lang |

| Arbitro: | Nick Walsh |

|  |           |                               |
|  | Marcatori | 24’ Roofe 31’ Kamara 47’ Hagi |

| Arbitro: | Willie Collum |

|          |           |  |
| Hagi 33’ | Marcatori |  |

| Arbitro: | Alan Muir |

|  |           |                       |
|  | Marcatori | 27’ Roofe 33’ Morelos |

| Arbitro: | Bobby Madden |

|                     |           |  |
| McGregor 70’ (aut.) | Marcatori |  |

| Arbitro: | John Beaton |

|             |           |                  |
| Kennedy 67’ | Marcatori | 32’, 50’ Morelos |

| Arbitro: | Don Robertson |

|          |           |           |
| Cole 21’ | Marcatori | 72’ Itten |

| Arbitro: | Euan Anderson |

|                                                     |           |  |
| Kent 6’ Helander 28’ Aribo 37’ Jack 66’ Goldson 81’ | Marcatori |  |

| Arbitro: | Kevin Clancy |

|  |           |             |
|  | Marcatori | 72’ Morelos |

| Arbitro: | David Munro |

|          |           |  |
| Hagi 52’ | Marcatori |  |

| Arbitro: | Bobby Madden |

|                 |           |                   |
| Callachan 90+4’ | Marcatori | 80’ (aut.) Easton |

| Arbitro: | Don Robertson |

|          |           |  |
| Jack 37’ | Marcatori |  |

| Arbitro: | Nick Walsh |

|                                         |           |             |
| Hagi 35’ Kent 38’ Aribo 48’ Morelos 64’ | Marcatori | 86’ McNulty |

| Arbitro: | John Beaton |

|  |           |             |
|  | Marcatori | 87’ Morelos |

| Arbitro: | Steven McLean |

|                               |           |  |
| Kent 14’ Morelos 16’ Hagi 46’ | Marcatori |  |

| Arbitro: | Willie Collum |

|                 |           |             |
| Elyounoussi 23’ | Marcatori | 38’ Morelos |

#### Poule Scudetto
| Arbitro: | Don Robertson |

|                    |           |            |
| Aribo 20’ Kent 62’ | Marcatori | 78’ Nisbet |

| Arbitro: | Euan Anderson |

|                    |           |            |
| Craig 90+4’ (rig.) | Marcatori | 55’ Wright |

| Arbitro: | Nick Walsh |

|                                        |           |             |
| Roofe 26’, 57’ Morelos 37’ Defoe 90+2’ | Marcatori | 30’ Édouard |

| Arbitro: | Don Robertson |

|  |           |                                        |
|  | Marcatori | 42’ (rig.) Tavernier 57’ Kent 83’ Hagi |

| Arbitro: | Nick Walsh |

|                                          |           |  |
| Lewis 5’ (aut.) Roofe 34’, 60’ Defoe 88’ | Marcatori |  |

### Scottish Cup
| Arbitro: | Kevin Clancy |

|                                        |           |  |
| Defoe 24’ Roofe 31’, 32’ Patterson 43’ | Marcatori |  |

| Arbitro: | Bobby Madden |

|                            |           |  |
| Davis 10’ Kenny 34’ (aut.) | Marcatori |  |

| Arbitro: | Alan Muir |

|                               |                      |                         |
| Tavernier 117’                | Marcatori            | 120+2’ Kane             |
| Tavernier Barišić Defoe Roofe | Tiri di rigore 2 – 4 | Craig Booth Kerr McCann |

### Scottish League Cup
| Arbitro: | Bobby Madden |

|  |           |                                               |
|  | Marcatori | 6’ Defoe 30’ Bassey 41’ Barišić 51’ Tavernier |

| Arbitro: | David Dickinson |

|                                        |           |                      |
| McGrath 40’, 53’ (rig.) McCarthy 90+2’ | Marcatori | 6’ Goldson 88’ Davis |

### Europa League
| Arbitro: | Iwan Arwel Griffith |

|  |           |                                                        |
|  | Marcatori | 21’ Tavernier 45+4’ Goldson 67’, 88’ Morelos 84’ Defoe |

| Arbitro: | Maurizio Mariani |

|  |           |                                                        |
|  | Marcatori | 22’ (rig.) Tavernier 25’ Kent 55’ Helander 71’ Goldson |

| Arbitro: | Andris Treimanis |

|                           |           |            |
| Arfield 52’ Tavernier 59’ | Marcatori | 87’ Marcão |

| Arbitro: | Jakob Kehlet |

|  |           |                                  |
|  | Marcatori | 19’ (rig.) Tavernier 90+3’ Roofe |

| Arbitro: | Kristo Tohver |

|             |           |  |
| Morelos 68’ | Marcatori |  |

| Arbitro: | Jesús Gil Manzano |

|                                              |           |                                             |
| Goldson 2’ (aut.) Rafa Silva 77’ Núñez 90+1’ | Marcatori | 24’ (aut.) Gonçalves 25’ Kamara 51’ Morelos |

| Arbitro: | Radu Petrescu |

|                      |           |                                |
| Arfield 7’ Roofe 69’ | Marcatori | 78’ (aut.) Tavernier 81’ Pizzi |

| Arbitro: | Bojan Pandžić |

|                                                |           |                      |
| Goldson 39’ Tavernier 45+1’ (rig.) Arfield 63’ | Marcatori | 6’ Lestienne 41’ Čop |

| Arbitro: | José María Sánchez Martínez |

|  |           |                    |
|  | Marcatori | 31’ Itten 72’ Hagi |

| Arbitro: | Georgi Kabakov |

|                                               |           |                                                   |
| Avenatti 45’ Refaelov 45+8’ (rig.) Hongla 67’ | Marcatori | 39’ Aribo 59’ (rig.), 90’ (rig.) Barišić 83’ Kent |

| Arbitro: | Paweł Raczkowski |

|                                                                         |           |                            |
| Morelos 9’ Patterson 46’ Kent 55’ Barišić 79’ (rig.) Itten 90+2’ (rig.) | Marcatori | 32’ Refaelov 57’ Lamkel Zé |

| Arbitro: | Ovidiu Hațegan |

|            |           |              |
| Stanciu 7’ | Marcatori | 36’ Helander |

| Arbitro: | Orel Grinfeld |

|  |           |                          |
|  | Marcatori | 14’ Olayinka 74’ Stanciu |

## Statistiche

### Statistiche di squadra
| Competizione         | Punti | In casa | In casa | In casa | In casa | In casa | In casa | In trasferta | In trasferta | In trasferta | In trasferta | In trasferta | In trasferta | Totale | Totale | Totale | Totale | Totale | Totale | DR   |
| Competizione         | Punti | G       | V       | N       | P       | Gf      | Gs      | G            | V            | N            | P            | Gf           | Gs           | G      | V      | N      | P      | Gf     | Gs     | DR   |
| -------------------- | ----- | ------- | ------- | ------- | ------- | ------- | ------- | ------------ | ------------ | ------------ | ------------ | ------------ | ------------ | ------ | ------ | ------ | ------ | ------ | ------ | ---- |
| Scottish Premiership | 102   | 19      | 19      | 0       | 0       | 57      | 4       | 19           | 13           | 6            | 0            | 35           | 9            | 38     | 32     | 6      | 0      | 92     | 13     | +79  |
| Scottish Cup         | -     | 3       | 2       | 1       | 0       | 7       | 1       | 0            | 0            | 0            | 0            | 0            | 0            | 3      | 2      | 1      | 0      | 7      | 1      | +6   |
| Scottish League Cup  | -     | 0       | 0       | 0       | 0       | 0       | 0       | 2            | 1            | 0            | 1            | 6            | 3            | 2      | 1      | 0      | 1      | 6      | 3      | +3   |
| Europa League        | 14    | 6       | 4       | 1       | 1       | 13      | 9       | 7            | 5            | 2            | 0            | 21           | 7            | 13     | 9      | 3      | 1      | 34     | 16     | +18  |
| Totale               | 116   | 28      | 25      | 2       | 1       | 77      | 14      | 28           | 19           | 8            | 1            | 61           | 18           | 56     | 44     | 10     | 2      | 139    | 33     | +106 |

### Andamento in campionato
| Giornata  | 1 | 2 | 3 | 4 | 5 | 6 | 7 | 8 | 9 | 10 | 11 | 12 | 13 | 14 | 15 | 16 | 17 | 18 | 19 | 20 | 21 | 22 | 23 | 24 | 25 | 26 | 27 | 28 | 29 | 30 | 31 | 32 | 33 | 34 | 35 | 36 | 37 | 38 |
| --------- | - | - | - | - | - | - | - | - | - | -- | -- | -- | -- | -- | -- | -- | -- | -- | -- | -- | -- | -- | -- | -- | -- | -- | -- | -- | -- | -- | -- | -- | -- | -- | -- | -- | -- | -- |
| Luogo     | T | C | C | T | C | T | C | T | T | C  | T  | C  | T  | C  | C  | T  | T  | C  | T  | C  | T  | C  | T  | T  | C  | T  | C  | T  | C  | C  | T  | C  | T  | C  | T  | C  | T  | C  |
| Risultato | V | V | V | N | V | V | V | N | V | V  | V  | V  | V  | V  | V  | V  | V  | V  | V  | V  | V  | V  | V  | N  | V  | V  | V  | N  | V  | V  | V  | V  | N  | V  | N  | V  | V  | V  |
| Posizione | 3 | 2 | 1 | 1 | 1 | 1 | 1 | 1 | 1 | 1  | 1  | 1  | 1  | 1  | 1  | 1  | 1  | 1  | 1  | 1  | 1  | 1  | 1  | 1  | 1  | 1  | 1  | 1  | 1  | 1  | 1  | 1  | 1  | 1  | 1  | 1  | 1  | 1  |

Legenda:

Luogo: C = Casa; T = Trasferta. Risultato: V = Vittoria; N = Pareggio; P = Sconfitta.

### Statistiche dei giocatori
| Giocatore     | Scottish Premiership | Scottish Premiership | Scottish Premiership | Scottish Premiership | Scottish Cup | Scottish Cup | Scottish Cup | Scottish Cup | League Cup | League Cup | League Cup  | League Cup | Europa League | Europa League | Europa League | Europa League | Totale   | Totale | Totale      | Totale     |
| Giocatore     | Presenze             | Reti                 | Ammonizioni          | Espulsioni           | Presenze     | Reti         | Ammonizioni  | Espulsioni   | Presenze   | Reti       | Ammonizioni | Espulsioni | Presenze      | Reti          | Ammonizioni   | Espulsioni    | Presenze | Reti   | Ammonizioni | Espulsioni |
| ------------- | -------------------- | -------------------- | -------------------- | -------------------- | ------------ | ------------ | ------------ | ------------ | ---------- | ---------- | ----------- | ---------- | ------------- | ------------- | ------------- | ------------- | -------- | ------ | ----------- | ---------- |
| A. McGregor   | 27                   | 0                    | 1                    | 0                    | 2            | 0            | 0            | 0            | 1          | 0          | 0           | 0          | 12            | 0             | 1             | 0             | 42       | 0      | 2           | 0          |
| A. Firth      | 0                    | 0                    | 0                    | 0                    | 0            | 0            | 0            | 0            | 0          | 0          | 0           | 0          | 0             | 0             | 0             | 0             | 0        | 0      | 0           | 0          |
| J. McLaughlin | 11                   | 0                    | 0                    | 0                    | 1            | 0            | 0            | 0            | 1          | 0          | 0           | 0          | 1             | 0             | 0             | 0             | 14       | 0      | 0           | 0          |
| J. Tavernier  | 33                   | 12                   | 2                    | 0                    | 1            | 1            | 0            | 0            | 2          | 1          | 0           | 0          | 10            | 5             | 1             | 0             | 46       | 19     | 3           | 0          |
| C. Bassey     | 8                    | 0                    | 0                    | 0                    | 1            | 0            | 1            | 0            | 2          | 1          | 1           | 0          | 4             | 0             | 1             | 0             | 15       | 1      | 3           | 0          |
| G. Edmundson  | 1                    | 0                    | 0                    | 0                    | 0            | 0            | 0            | 0            | 0          | 0          | 0           | 0          | 1             | 0             | 0             | 0             | 2        | 0      | 0           | 0          |
| J. Simpson    | 5                    | 0                    | 3                    | 0                    | 1            | 0            | 0            | 0            | 0          | 0          | 0           | 0          | 1             | 0             | 0             | 0             | 7        | 0      | 3           | 0          |
| F. Helander   | 22                   | 1                    | 2                    | 0                    | 3            | 0            | 0            | 0            | 0          | 0          | 0           | 0          | 6             | 2             | 0             | 0             | 31       | 3      | 2           | 0          |
| C. Goldson    | 38                   | 4                    | 2                    | 0                    | 3            | 0            | 0            | 0            | 2          | 1          | 1           | 0          | 13            | 3             | 2             | 0             | 56       | 8      | 5           | 0          |
| N. Patterson  | 7                    | 0                    | 0                    | 0                    | 2            | 1            | 0            | 0            | 0          | 0          | 0           | 0          | 5             | 1             | 0             | 0             | 14       | 2      | 0           | 0          |
| N. Katić      | 0                    | 0                    | 0                    | 0                    | 0            | 0            | 0            | 0            | 0          | 0          | 0           | 0          | 0             | 0             | 0             | 0             | 0        | 0      | 0           | 0          |
| L. Balogun    | 19                   | 0                    | 0                    | 0                    | 0            | 0            | 0            | 0            | 1          | 0          | 0           | 0          | 8             | 0             | 4             | 1             | 28       | 0      | 4           | 1          |
| B. Barišić    | 33                   | 1                    | 4                    | 0                    | 2            | 0            | 1            | 0            | 2          | 1          | 0           | 0          | 13            | 3             | 3             | 0             | 50       | 5      | 8           | 0          |
| L. King       | 1                    | 0                    | 0                    | 0                    | 0            | 0            | 0            | 0            | 1          | 0          | 0           | 0          | 0             | 0             | 0             | 0             | 2        | 0      | 0           | 0          |
| I. Hagi       | 33                   | 7                    | 3                    | 0                    | 2            | 0            | 0            | 0            | 2          | 0          | 1           | 0          | 9             | 1             | 2             | 0             | 46       | 8      | 6           | 0          |
| R. Jack       | 19                   | 2                    | 1                    | 0                    | 0            | 0            | 0            | 0            | 0          | 0          | 0           | 0          | 5             | 0             | 0             | 0             | 24       | 2      | 1           | 0          |
| S. Davis      | 35                   | 0                    | 3                    | 0                    | 3            | 1            | 1            | 0            | 1          | 1          | 0           | 0          | 10            | 0             | 1             | 0             | 49       | 2      | 5           | 0          |
| R. Kent       | 37                   | 10                   | 0                    | 0                    | 2            | 0            | 0            | 0            | 1          | 0          | 1           | 0          | 12            | 3             | 1             | 0             | 52       | 13     | 2           | 0          |
| B. Zungu      | 14                   | 0                    | 1                    | 0                    | 0            | 0            | 0            | 0            | 2          | 0          | 0           | 0          | 5             | 0             | 1             | 0             | 21       | 0      | 2           | 0          |
| J. Aribo      | 31                   | 7                    | 0                    | 0                    | 2            | 0            | 2            | 0            | 1          | 0          | 0           | 0          | 9             | 1             | 1             | 0             | 43       | 8      | 3           | 0          |
| G. Kamara     | 33                   | 1                    | 2                    | 0                    | 3            | 0            | 0            | 0            | 2          | 0          | 0           | 0          | 13            | 1             | 3             | 0             | 51       | 2      | 5           | 0          |
| B. Barker     | 10                   | 1                    | 1                    | 0                    | 0            | 0            | 0            | 0            | 1          | 0          | 0           | 0          | 2             | 0             | 0             | 0             | 13       | 1      | 1           | 0          |
| J. Jones      | 3                    | 1                    | 0                    | 0                    | 0            | 0            | 0            | 0            | 0          | 0          | 0           | 0          | 1             | 0             | 0             | 0             | 4        | 1      | 0           | 0          |
| J. Barjonas   | 0                    | 0                    | 0                    | 0                    | 0            | 0            | 0            | 0            | 0          | 0          | 0           | 0          | 0             | 0             | 0             | 0             | 0        | 0      | 0           | 0          |
| S. Arfield    | 28                   | 4                    | 1                    | 0                    | 2            | 0            | 0            | 0            | 2          | 0          | 0           | 0          | 13            | 3             | 1             | 0             | 45       | 7      | 2           | 0          |
| G. Middleton  | 0                    | 0                    | 0                    | 0                    | 0            | 0            | 0            | 0            | 1          | 0          | 0           | 0          | 0             | 0             | 0             | 0             | 1        | 0      | 0           | 0          |
| C. Dickson    | 0                    | 0                    | 0                    | 0                    | 0            | 0            | 0            | 0            | 1          | 0          | 0           | 0          | 0             | 0             | 0             | 0             | 1        | 0      | 0           | 0          |
| S. Wright     | 9                    | 1                    | 1                    | 0                    | 2            | 0            | 0            | 0            | 0          | 0          | 0           | 0          | 2             | 0             | 0             | 0             | 13       | 1      | 1           | 0          |
| J. Defoe      | 17                   | 4                    | 0                    | 0                    | 2            | 1            | 0            | 0            | 2          | 1          | 0           | 0          | 1             | 1             | 0             | 0             | 22       | 7      | 0           | 0          |
| C. Itten      | 27                   | 4                    | 1                    | 0                    | 1            | 0            | 0            | 0            | 2          | 0          | 1           | 0          | 7             | 2             | 0             | 0             | 37       | 6      | 2           | 0          |
| A. Morelos    | 29                   | 12                   | 8                    | 0                    | 2            | 0            | 1            | 0            | 0          | 0          | 0           | 0          | 13            | 5             | 1             | 0             | 44       | 17     | 10          | 0          |
| G. Stewart    | 5                    | 0                    | 0                    | 0                    | 1            | 0            | 0            | 0            | 1          | 0          | 0           | 0          | 1             | 0             | 0             | 0             | 8        | 0      | 0           | 0          |
| K. Roofe      | 24                   | 14                   | 1                    | 0                    | 3            | 2            | 0            | 0            | 1          | 0          | 0           | 0          | 8             | 2             | 2             | 1             | 36       | 18     | 3           | 1          |